# Лунка (Пошага, Алба)
Лунка (рум. Lunca) — село у повіті Алба в Румунії. Входить до складу комуни Пошага.
Село розташоване на відстані 303 км на північний захід від Бухареста, 41 км на північ від Алба-Юлії, 39 км на південь від Клуж-Напоки.

## Населення
За даними перепису населення 2002 року у селі проживали 208 осіб, усі — румуни. Усі жителі села рідною мовою назвали румунську.